# Szczerbiec (zespół muzyczny)
Szczerbiec – polski zespół muzyczny grający muzykę rockową w nurcie oi! i Rock Against Communism. W szczególności zespół postrzegany jest jako kapela mocno związana z subkulturą skinhead oraz ze sceną oi! skinheads i właśnie RAC. Założony został w Ustroniu. Miało to miejsce w 1988 r. W 1993 r. działalność zespołu została zawieszona, a zespół już nie istnieje.

## Historia
Zespół muzyczny Szczerbiec został założony w Ustroniu, w Polsce. Powstał na przełomie 1988 r. i 1989 r. na bazie właśnie rozwiązanej kapeli oi! działającej pod nazwą Kwiat Jabłoni, a jeszcze wcześniej, przed dołączeniem Janusza do grupy, zespołu Skunks założonego w 1987 r.. Pierwsze próby nowej grupy oraz nagranie dema miało miejsce w 1989 r.. Powstały wówczas także nagrania jednej z prób kapeli. Zespół zagrał też kilka koncertów, dzięki którym uzyskał w ramach sceny nacjonalistycznej pewną rozpoznawalność. Według pojedynczych źródeł były to tyko dwa koncerty. Później nastąpiło zawieszenie jego działalności, a głównym powodem takiej decyzji miała być służba wojskowa niektórych członków grupy. W 1993 r. powstała grupa Rezystencja w skład której weszło kilku członków Szczerbca. Mimo to równolegle zespół wznowił działalność w nieco zmienionym składzie i nagrał materiał na album muzyczny, który został wydany w 1993 r., a później w wytwórni Fan Records w 1995 r.. Ponadto w międzyczasie, w 1994 r. ukazała się EP z nagraniami wybranych utworów na płycie gramofonowej. Nagranie zrealizowane zostało od 12 do 18 marca 1993 r.. W tym czasie zespół zagrał również na kilku koncertach. Miał wówczas okazję występować razem z takimi zespołami jak przykładowo Sztorm 68 i Legion. Po tym niezbyt długim czasowo epizodzie zespół ponownie zawiesił swoją działalność i już nie istnieje. W 2011 r. i w 2012 r., w Wielkiej Brytanii, wydano w dwóch edycjach zbiór nagrań zespołu, obejmujący materiał zarówno z 1989 r. jak i z 1993 r..
Szczerbiec był jednym z trzech zespołów, który wystąpił na koncercie zorganizowanym w 1989 r. w Bielsku-Białej po szyldem „Oi! Dla Ojczyzny”. Na scenie pojawił się wówczas także zespół Honor, w jego wczesnym składzie, oraz zespół Polska, dla którego według wielu źródeł był to jedyny występ na żywo w całej karierze. Doszło wówczas do bójek przed i w takcie koncertu, a jeden z uczestników imprezy został raniony przy pomocy noża. Z innych koncertów jakie zespół zagrał można wymienić występ w Żorach wspólnie z grupą Sztorm 68. Pomiędzy fanami obu grup, mimo podobieństwa między zespołami, istniała jawna wrogość i tam również doszło do bójki.

## Twórczość i inspiracje
Członkowie zespołu wywodzili się z subkultury skinhead. Jednak początkowe fascynacje muzyczne ukształtowane zostały, przy najmniej w odniesieniu do niektórych członków grupy, przez punk rock, w tym między innymi zespół Sex Pistols. Później na bazie życiowych doświadczeń, w tym wydarzeń z festiwalu w Jarocinie (akcja skinów w 1986 r.) zainteresowanie zarówno muzyczne jak i subkulturowe przesunęło się w kierunku oi! oraz skinów, między innymi za sprawą nagrań Ramzes & The Hooligans. Później zaś pojawiły się nowe kierunki wytyczane przez między innymi takie kapele jak Infa Riot, Nabat, Last Rites, Decibelos i Last Resort. Zaś kolejny etap, który wpłyną nie tylko na samych muzyków ale i bezpośrednio na twórczość Szczerbca, to fascynacja francuskim zespołem Bunker 84. Przed rozpoczęciem grania w zespole Szczerbiec część z nich miała także za sobą już uczestnictwo w innych projektach muzycznych związanych ze sceną oi! skinhead. Ponadto od chwili założenia kapeli jej członkowie identyfikowali się ze sceną nacjonalistyczną. I taki wydźwięk ma twórczość zespołu Szczerbiec.
Pod względem muzycznym niewątpliwie tworzone kompozycje zaliczają się do gatunku muzycznego jaki jest rock, a w szczególności do nurtu oi!. W warstwie tekstowej natomiast poruszane są kwestie nacjonalistyczne i patriotyczne, jest też dużo odniesień historycznych, w tym między innymi związanych z Narodowymi Siłami Zbrojnymi oraz Obozem Narodowo-Radykalnym, są też akcenty tyrtejskie. To wszystko silnie osadza ich twórczość także w nurcie Rock Against Communism.

## Odniesienia polityczne i społeczne
Na przełomie lat 80. i 90. XX wieku w dotychczas stosunkowo spójnej społeczności oi! neutralnej politycznie (antypolitycznej), ewentualnie nacjonalistycznej, nastąpił wyraźny rozłam i podział. Skinheadzi dystansujący się od polityki zostali przy tym w znacznym stopniu zmarginalizowani, a dominujący w tamtym czasie stali się nacjonaliści, wśród których doszło do dalszego, pewnego, choć oczywiście bardzo płynnego i bez wyraźnego zdefiniowania, podziału na trzy fakcje: neosłowiańską, narodowo-katolicką oraz neonazistowską. W uproszczeniu inspiracją dla frakcji neosłowiańskiej byli tacy ludzie, organizacje i idee jak między innymi: Bolesław Tejkowski i partia Polska Wspólnota Narodowa, Zjednoczenie Patriotyczne „Grunwald” i inne, a historyczne takie jak ruch Zadruga, narodowy komunizm, Narodowa Demokracja (wczesna, jeszcze niekatolicka), narodowy radykalizm, strasseryzm, nacjonalistyczny ruch robotniczy (Zjednoczony Związek Robotników Polskich, założony w 1902 r., Narodowy Związek Robotniczy, założony w 1905 r. i Narodowa Partia Robotnicza, utworzona w 1920 r.) i inne. To skrzydło narodowców dążyło do stworzenia oryginalnej, polskiej wersji nacjonalizmu. I wokół tych idei oraz ruchów społecznych powstała także scena muzyczna, której jednym z najbardziej znanych przedstawicieli był zespół Sztorm 68, a także inne kapele jak Zadruga, Deportacja, Ofensywa. I do tego własne nurtu przypisywany jest przez komentatorów ich twórczości także zespół Szczebriec, szczególnie w ich późniejszym okresie działalności, gdyż ten zespół pierwotnie zapoczątkował pewną tendencję narodowo-katolicką, o czym dalej. Muzycy wchodzący w skład zespołu sympatyzowali bowiem ze środowiskami skupionymi wokół pisma „Błyskawica”. Propagowany przez nie przekaz silnie bowiem korespondował z robotniczym i narodowym etosem oraz poglądami narodowo-robotniczymi i narodowo-rewolucyjnymi. A jak niektórzy członkowie zespołu w swoich wypowiedziach sami stwierdzają dla nich są ważne właśnie praca i jej etos, robotnicze i ludowe pochodzenie, przywiązanie do ziemi, do ojczyzny, antyelitarność, proste życie i podobne idee. I choć sami przyznają, że niektóre teksty mocno nacjonalistyczne z perspektywy czasu okazały się według nich samych nieco śmieszne i naiwne, młodzieńcze, ale zgodne z tamtym duchem czasów i ówczesnym klimatem, to był jednak po porostu etap rozwoju w życiu i twórczości. Trzeba jednak podkreślić w tym kontekście zdecydowanie antynazistowskie, mimo że nacjonalistyczne, poglądy i postawy, szczególnie przez pryzmat postrzegania Niemiec jako zagrożenie dla Polski.
Jak wyżej wspominano początkowo Szczerbiec był tym zespołem, który zapoczątkował w twórczości pewną tendencję narodowo-katolicką, ale w odniesieniu do takich tematów jak Narodowe Siły Zbrojne czy przedwojenna partia Obóz Narodowo-Radykalny. Pewne inspiracje czerpane były z przedwojennych ugrupowań takich jak Narodowa Demokracja, Narodowy Radykalizm, w czasach działalności zespołu takie jak Narodowe Odrodzenie Polski (NOP) i jego zin Czas Młodych, Partia Narodowa „Szczerbiec” i Skinhead Sarmata zine oraz Polski Front Narodowy. Choć w tej frakcji dominował zespół Legion. Jednak po jego rozpadzie nastąpiło wyraźne jej osłabienie, przy czym Szczerbiec w późniejszym okresie działalności bardziej ukierunkował się ku wyżej opisanej frakcji neosłowiańskiej.
W późniejszym okresie po 1993 r. już pod szyldem Rezystencji część muzyków Szczerbca stanęło na gruncie apolitycznego oi!, ale np. Janusz Palian pozostał w nurcie neosłowiańskim w grupie muzycznej Sztorm 68.

## Autorstwo i covery
Zespół Szczerbiec wykonywał przede wszystkim własne kompozycje z tekstami napisanymi przez członków zespołu. W tym aspekcie działalności artystycznej wyróżniali się Janusz Palian, autor muzyki i tekstów do wielu utworów Szczerbca, oraz Jerzy Nowak, który jest między innymi autorem kilku wykonywanych przez grupę piosenek. W repertuarze zespołu znajduje się utwór pod tytułem „Pieśń młodych” ze słowami napisanymi przez Jana Kasprowicza.
Wybrane utwory zespołu zostały wzięte na warsztat przez inne kapele, które przygotowały własne ich aranżacje. Do takich coverów należą: utwór „Skinhead” wykonany przez zespół Rezystencja i ujęty w demo z 1993 r. oraz jako bonus w albumie „To Jest Nasza Muzyka!” z 2005 r., utwór „Szczerbiec” zamieszczony przez Noi!ze Gang Cover Band w albumie „Short Story About Polish Skinhead Scene - Always On The Wrong Side - Oi!”  z 2013 r. oraz ten sam utwór wykonany przez zespół Kontratak i zaprezentowany w albumie „Przeciwko Marksistowskiej Zarazie”  z 2019 r..

## Członkowie, składy i powiązania

### Członkowie zespołu
Członkowie zespołu ze wszystkich okresów działalności:
- Darek[5][30]: basista[5][30]
- Irek[36][37]: basista[37][38][39]
- Janusz Palian – Janusz, Kelian: wokalista[5][8][9][18][30][40][41]
- Jarek[36][37]: perkusista[37][38][39]
- Jerzy Nowak[5][30][36][37]: gitarzysta[5][37][38][39]
- Kazik – Kazimierz[30][36]: perkusista[30]
- Rafał[5][36][37]: wokalista[5][37][38][39]
- Ziutek: perkusista[5][18].

### Składy zespołu
Składy zespołu w określonych momentach czasu.
| Członek       | 1988/1989 | 1989 r. | 1993 r. |
| ------------- | --------- | ------- | ------- |
| Darek         | Tak       | Tak     | Nie     |
| Irek          | Nie       | Nie     | Tak     |
| Janusz Palian | Tak       | Tak     | Nie     |
| Jarek         | Nie       | Nie     | Tak     |
| Jerzy Nowak   | Tak       | Tak     | Tak     |
| Kazik         | Nie       | Tak     | Nie     |
| Rafał         | Nie       | Nie     | Tak     |
| Ziutek        | Tak       | Nie     | Nie     |

### Członkowie zespołu według funkcji
Zestawienie osób według funkcji lub instrumentu w całym okresie działalności zespołu.
| Funkcja, instrument | Członkowie           |
| ------------------- | -------------------- |
| wokal               | Janusz Palian, Rafał |
| gitara              | Jerzy Nowak          |
| gitara basowa       | Darek, Irek          |
| perkusja            | Ziutek, Kazik, Jarek |

### Powiązania
Niektórzy członkowie zespołu współtworzyli także w ramach innych projektów i grup muzycznych, w tym między innymi w ramach takich kapel jak:
- BTM: Jerzy Nowak[43][44]
- Krawal Banda: Jerzy Nowak[43][45]
- Kwiat Jabłoni: Jerzy Nowak, Jarek[6], Janusz Palian (Kelian)[6][8][9][18]
- Regiment 88: Kazik[46][47]
- Rezystencja: Jerzy Nowak[6][43][48], Jarek[6][48][49], Irek[48][50]
- Skunks: Jerzy Nowak, Jarek[6]
- Sztorm 68: Janusz Palian (Kelian)[8][9][18][51][52].

## Dyskografia

### Dyskografia zespołu
Albumy muzyczne zespołu Szczerbiec:
- demo: 1989 r.[10]
- „Kołomira Znak Poprowadzi Nas”, kraj wydania – Polska[11][54]:
  - 1993 r., Not On Label, jedna kaseta magnetofonowa[11][12][55]
  - 1995 r. (wydanie albumu ze zmienionym tytułem na „Szczerbiec”), wydawca Fan Records (identyfikator wydawcy: F-011), jedna kaseta magnetofonowa[11][13][55]
  - brak roku wydania; wydawca Fan Records (identyfikator wydawcy: F-011), jedna płyta kompaktowa[11][56]
- „Poprowadzi Nas!”, kraj wydania – Polska: 1994 r., wydawca Dossier Skinhead Records (identyfikatory: D.S.R. 03, MZG 0513, MZG 0514), płyta gramofonowa 7", 45 RPM, edycja numerowana i limitowana[14][15]
- „Kołomira Znak Prowadził Nas 1988-1993” (album kompilacyjny), kraj wydania – Wielka Brytania: wydawca Nadsat Productions, Löngship Record (identyfikator wydawcy: CD005, LSR 004)[10][17]:
  - 2011 r., jedna płyta kompaktowa, edycja limitowana[17][30]
  - 2012 r., dwie płyty kompaktowe, digipack, edycja numerowana i limitowana[17][31].

### Składanki
Składanki, kompilacje, w ramach których zamieszczono minimum jeden utwór muzyczny zespołu Szczerbiec:
- „Made in Poland”, kraj wydania – Francja: 1991 r., wydawca Zera Production (identyfikator wydawcy: ZERA 002), jedna kaseta magnetofonowa, dwa utwory bez tytułu opisane jako „Demo '89 untitled”[57][58]
- „Oi! Dla Ojczyzny Vol. 1”, kraj wydania – Polska: 1994 r., wydawca Fan Records (identyfikator wydawcy: F-004), jedna kaseta magnetofonowa, dwa utwory – „Ogniem i mieczem”, „Szczerbiec”[57][59][60][61]
- „Oi! The Demos Vol1”, kraj wydania – Polska: 2004 r., wydawca Demos (Demons) Records (identyfikator wydawcy: CD 001), jedna płyta kompaktowa, wydanie nieoficjalne, split z zespołami BTM i Baranki Boże, sześć utworów – „Kołomira znak”, „Pieśń młodych”, „Idzie Nara”, „Biel i czerwień”, „Ogniem i mieczem”, „NSZ”[57][62].

## Nazwa i symbolika
Założyciele zespołu przyjęli dla niego nazwę własną „Szczerbiec”. Określenie to można odnosić do kilku pojęć, choć najstarsze z nich dotyczy nazwy „Szczerbiec” stosowanej do miecza używanego do koronacji na przestrzeni wieków królów Polski (legendarny miecz króla Bolesława Chrobrego). Uznawany jest on za jeden z najcenniejszych zabytków i unikatowe świadectwo polskiej historii, jest bowiem jedynym zachowanym insygnium koronacyjne dynastii Piastów, a współcześnie przechowywany jest w Skarbcu Koronnym na Zamku Królewskim w obrębie Wawelu. Jest on częścią symbolu stosowanego przez społeczności narodowe i nacjonalistyczne – falangi, czyli symbolu ręki ujmującej miecz. W okresie międzywojennym „Szczerbiec” był symbolem prawicowych ugrupowań politycznych Obozu Wielkiej Polski i Stronnictwa Narodowego, natomiast podczas okupacji niemieckiej i sowieckiej – Narodowych Sił Zbrojnych. W okresie późniejszym motyw Szczerbca był i jest wykorzystywany przez niektóre organizacje, odwołujące się do przedwojennych tradycji ruchu narodowego. W podziemiu słowo to używane było jako pseudonim konspiracyjny. Taki tytuł stosowany był dla wielu czasopism i wydawnictw Narodowych Sił Zbrojnych (zobacz: Szczerbiec – czasopisma NSZ), ale i później od początku lat 90. XX wieku (np. miesięcznik Szczerbiec).
Zespół ma w swoim repertuarze utwór muzyczny zatytułowany „Szczerbiec”, a także jedno z wydań albumu „Kołomira Znak Poprowadzi Nas” zostało opatrzone zmienionym tytułem – „Szczerbiec”.

## Odbiór i opinie
Zespół Szczerbiec postrzegany jest jako czysto skinheadowska grupa muzyczna, mimo przynależności do sceny oi!, która w części tej społeczności powinna jednoczyć punków i skinów. Tak jednak nie było. Zespół zdecydowanie wpisuje się w scenę oi! skinhead i Rock Against Communism reprezentując poglądy narodowe i nacjonalistyczne w nurcie neosłowiańskim, a częściowo w początkowym okresie narodowo-katolickim. Przeciwnicy tego zespołu i całej wymienionej sceny jednoznacznie oceniają go negatywnie i przypisują do całego szeregu nieakceptowalnych kapel skinheadowskich, nacjonalistycznych.